# Acrotoo
Acrotoo in greco antico: Ἀκρόθωον? era una città dell'antica Grecia ubicata nella penisola Calcidica.

## Storia
Secondo Erodoto, Tucidide e Strabone era ubicata nella penisola chiamata Acta (in greco antico: Ακτή?), dove si trova il monte Athos, la più orientale delle tre che si estendono verso sud nella penisola Calcidica. Tucidide aggiunge che la città di quella penisola, Sane era stata una colonia di Andro, mentre Tiso, Cleone, Acrotoo, Olofisso e Dion avevano una popolazione eterogenea di barbari bilingui composta da pochi Calcidesi e il resto da pelasgi, bisalti, crestoni ed edoni. Strabone dice che era in cima alla montagna e la sua popolazione originaria era composta da pelasgi di Lemno.
Probabilmente fece parte della lega delio-attica quando Acrotoo si ribellò contro Atene e si alleò con il lacedemone Brasida nella spedizione nella Calcidica del 424 e 423 a.C. Tuttavia, non viene nominata negli elenchi dei tributi per Atene, ma è menzionata solo in un decreto del 422/421.a.C.
Si trova nella parte orientale della penisola di Acta.